# Frankfurt-Ostend
Ostend is een stadsdeel van Frankfurt am Main. Het stadsdeel ligt ten oosten van het centrum van Frankfurt. Ostend is met ongeveer 29.000 inwoners een van de grootste stadsdelen van Frankfurt. Ostend heeft haltes aan het Frankfurtse tramnet, de metro en de S-Bahn Rhein-Main. De Europese Centrale Bank heeft haar hoofdkwartier in Ostend, de 185 meter hoge Skytower.

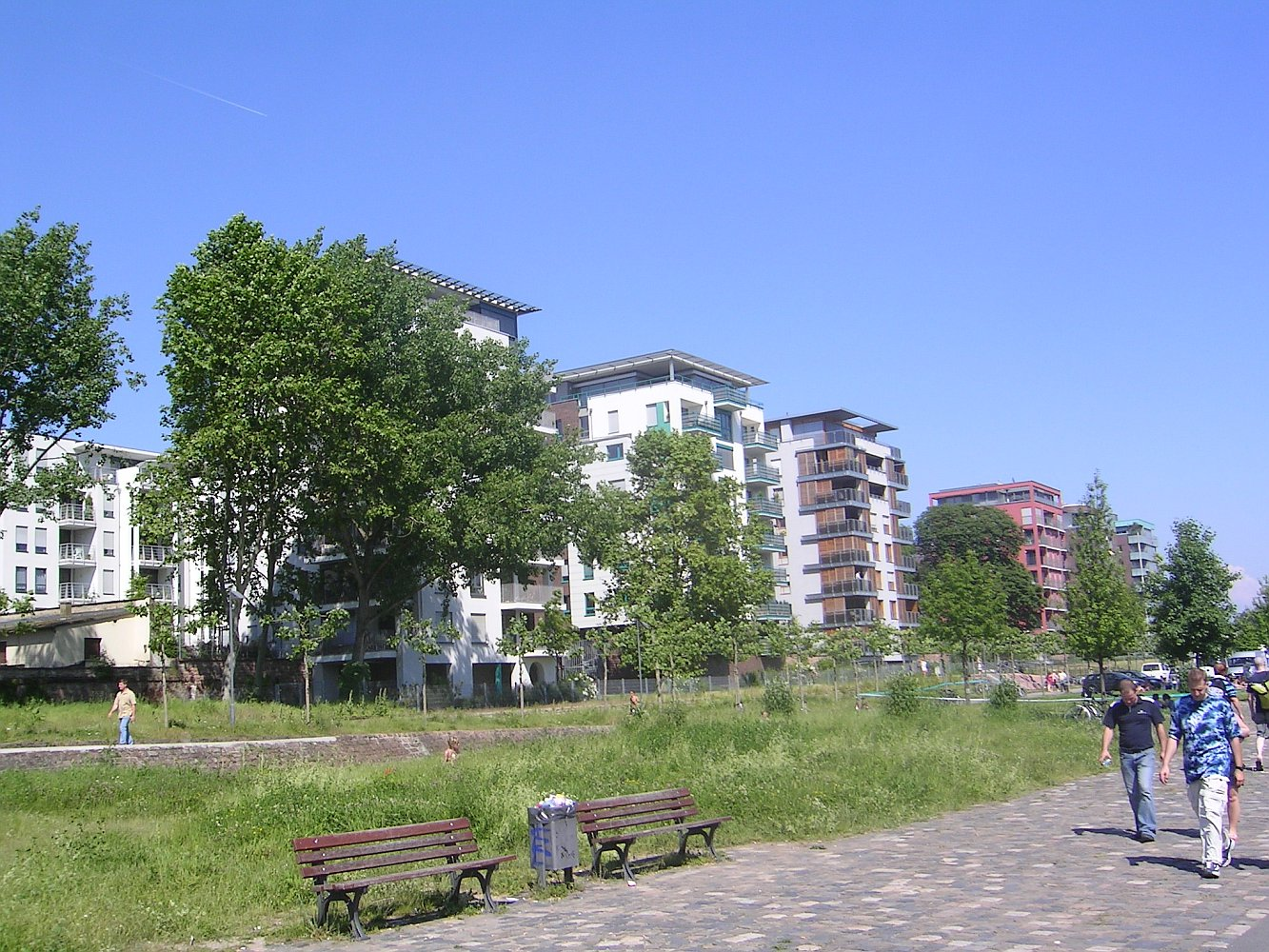
Woonflats aan de oever van de Main

Altstadt · Bahnhofsviertel · Bergen-Enkheim · Berkersheim · Bockenheim · Bonames · Bornheim · Dornbusch · Eckenheim · Eschersheim · Fechenheim · Flughafen · Frankfurter Berg · Gallus · Ginnheim · Griesheim · Gutleutviertel · Harheim · Hausen · Heddernheim · Höchst · Innenstadt · Kalbach-Riedberg · Nied · Nieder-Erlenbach · Nieder-Eschbach · Niederrad ·  Niederursel · Nordend · Oberrad · Ostend · Praunheim · Preungesheim · Riederwald · Rödelheim · Sachsenhausen · Schwanheim · Seckbach · Sindlingen · Sossenheim · Unterliederbach · Westend · Zeilsheim